# Dorndorf
Dorndorf là một đô thị trong huyện Wartburg ở bang Thüringen, Đức. Đô thị này có diện tích 12,12 km².